# Paragobiocichla irvinei
Paragobiocichla irvinei (Syn.: Gobiochromis irvinei, Leptotilapia irvinei, Steatocranus irvinei) ist eine westafrikanische Buntbarschart, die im Einzugsgebiet des Volta endemisch vorkommt. Aufgrund von Überfischung, Umweltzerstörung und der Ausbreitung invasiver Arten, vor allem der Wasserhyazinthe, gilt Paragobiocichla irvinei als potenziell gefährdet (Near Threatened).

## Merkmale
Paragobiocichla irvinei ist eine schlanke, langgestreckte Buntbarschart, bei der die Männchen maximal 17 cm lang werden und die Weibchen eine Maximallänge von 12 cm erreichen. Die Fische sind mittelgrau gefärbt, dominante Tiere fast schwarz. Je nach Stimmungslage werden zwei dunkle Längsstreifen sichtbar. Die Unterlippe ist blau, die Rückenflosse weiß gesäumt. Dieser Saum ist bei den Weibchen oft breiter als bei den Männchen. Letztere zeigen einen leichten grüngelben oder rötlichen Schimmer in ihren unpaaren Flossen. Im Unterschied allen anderen afrikanischen Buntbarschen mit Ausnahme von Gobiocichla und Teleogramma hat Paragobiocichla irvinei nur eine vollständige Seitenlinie.
- Flossenformel: Dorsale XX–XXI/8–10, Anale III/6–8.

## Systematik
Die Art wurde 1943 durch die britische Ichthyologin Ethelwynn Trewavas als Gobiochromis irvinei beschrieben, 1996 aber durch Roberts und Stewart ohne ausführliche Begründung in die Gattung Steatocranus überführt. Die Art unterscheidet sich aber durch den vorstehenden Oberkiefer und den beschuppten Kiemendeckel von allen anderen Arten der Gattung Steatocranus. Auch kommt sie in Westafrika vor, während alle anderen Arten der Gattung Steatocranus in Flussabschnitten mit vielen Stromschnellen im Kongobecken verbreitet sind. Bei einer Revision der substratlaichenden Tilapiini durch deutsche Wissenschaftler wurde eine Verwandtschaft der Art mit Gobiocichla festgestellt und ein neuer Tribus für die Gattung Gobiocichla und ihre nächsten Verwandten eingeführt, die Gobiocichlini. Anfang Oktober 2019 wurde für die Art die monotypische Gattung Paragobiocichla eingeführt.